# Pennatulicola serratipes
Pennatulicola serratipes is een eenoogkreeftjessoort uit de familie van de Rhynchomolgidae. De wetenschappelijke naam van de soort is voor het eerst geldig gepubliceerd in 1962 door Ummerkutty.